# Hubert Hartmann

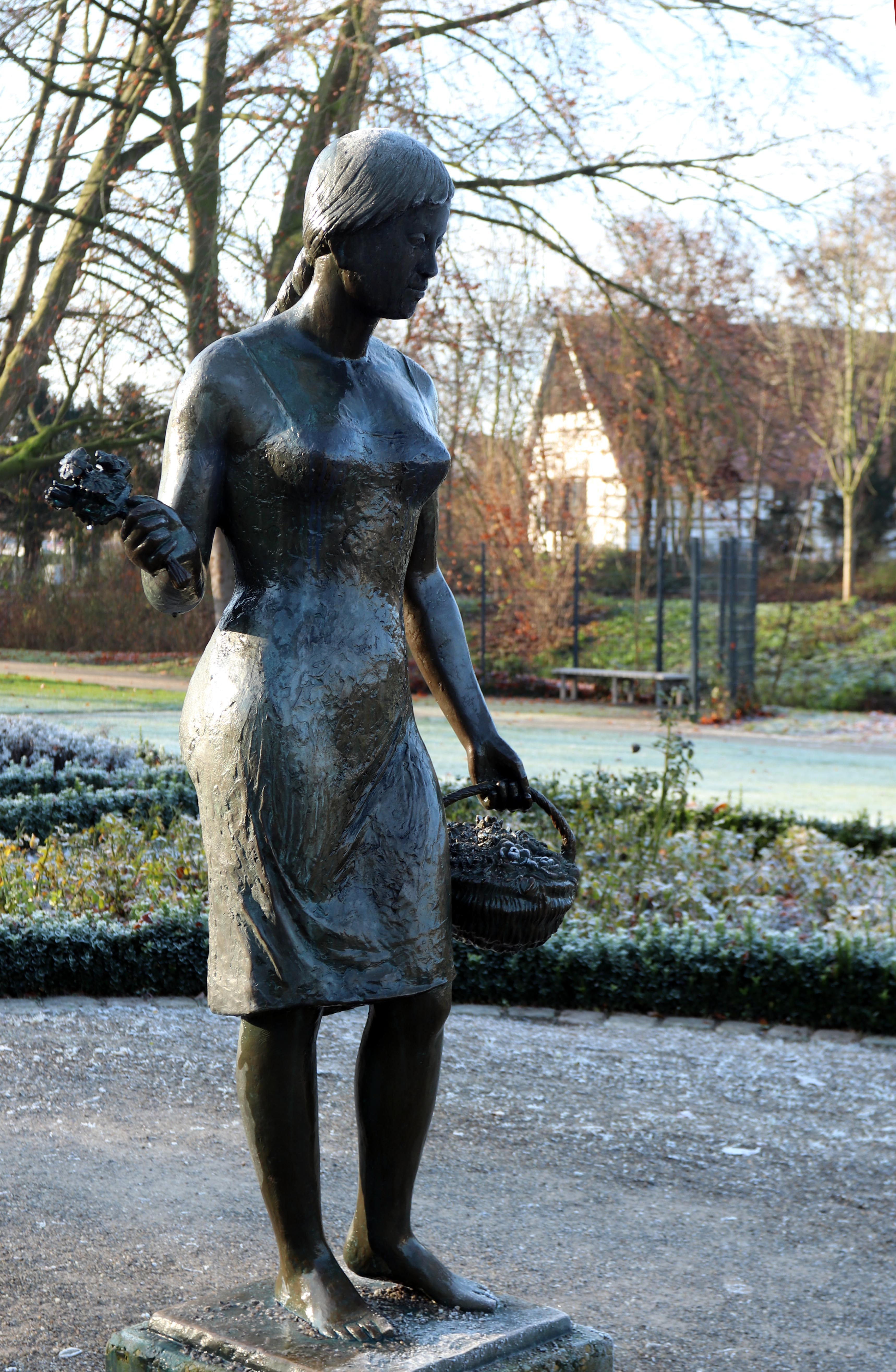
Flora. Bronzestatue in Rheda-Wiedenbrück

Hubert Hartmann (* 16. Juni 1915 in Rheda-Wiedenbrück; † 26. Juli 2006 ebenda) war ein akademischer Bildhauer und Kirchenkünstler.

## Leben und Wirken

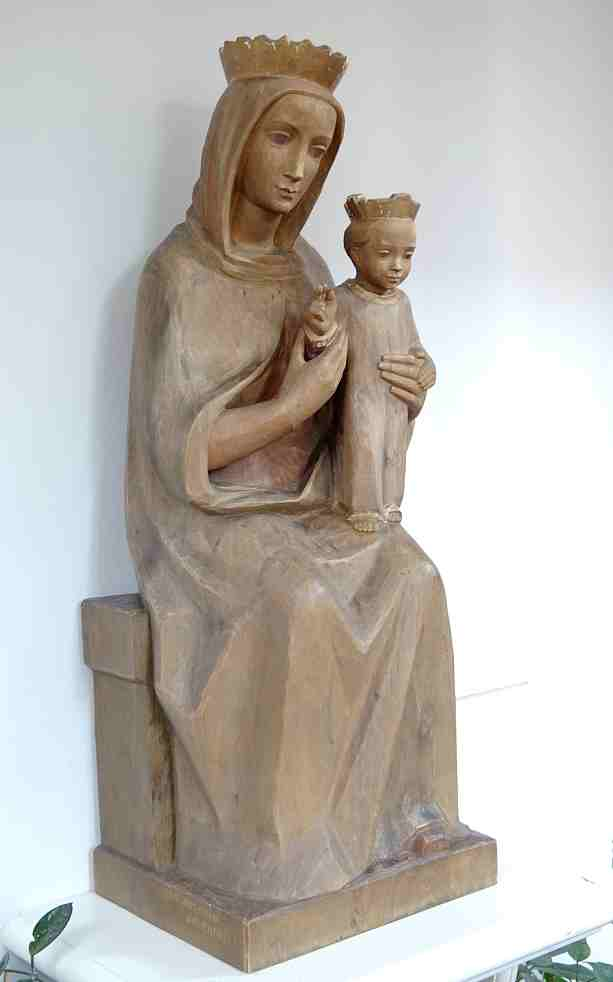
Madonnenstatue in der Bielefelder Heilig-Geist-Kirche

Hubert Hartmann entstammte einer Bildhauerfamilie in Wiedenbrück. Er war einer der letzten Vertreter der Wiedenbrücker Schule. Sein Vater, Heinrich Hartmann (1868–1937) und sein Bruder Bernd (1905–1972) waren ebenfalls Bildhauer.
Hubert Hartmann absolvierte zunächst bei seinem Vater eine Lehre. Im Anschluss hieran studierte er ab 1934 zehn Semester an der Kunstakademie München, zum damaligen Zeitpunkt ein wichtiger Betätigungsort nationalsozialistischer Kulturpolitik. Am Ende des Studiums wurde ihm der Preis der Münchener Staatsgalerie sowie der Rompreis verliehen, so dass ein Fortbildungsjahr in Rom folgte. Als Schüler von Joseph Wackerle in München arbeitete Hartmann im faschistischen Italien an Kunstwerken, die ihm zu internationaler Bekanntheit verhalfen. Auf Kunstausstellungen in Wien, Rom, Amsterdam, München, Düsseldorf, Münster und anderen wurde Hartmann mit Preisen ausgezeichnet. In Deutschland wurden zwischen 1943 und 1944 insgesamt sieben seiner Werke auf der Großen Deutschen Kunstausstellung ausgestellt, die als repräsentativ für Kunst im Nationalsozialismus gilt.
1947 kehrte Hubert Hartmann nach vierzehn Jahren nach Wiedenbrück zurück. Zuvor war er in sowjetischer Gefangenschaft gewesen.
Im Jahr 1952 gestaltete Hartmann anlässlich der Tausendjahrfeier der Stadt einen Festumzug sowie eine Festplakette. 1967 wurde der Bildhauer von Kardinal-Großmeister Eugène Kardinal Tisserant zum Ritter des Ritterordens vom Heiligen Grab zu Jerusalem ernannt und am 29. April 1967 in Münster durch Lorenz Kardinal Jaeger (Erzbischof von Paderborn ab 1941, Großprior der deutschen Statthalterei ab 1950) investiert. Hubert Hartmann war zuletzt Komtur des Ordens.
Mathilde Hartmann, die Witwe des Bildhauers, starb im Oktober 2014. Das Atelier und der Nachlass des Künstlers wurde auf einer Auktion im April 2015 versteigert, sein Haus im Dezember 2019 abgerissen. Zuvor waren Pläne gescheitert, das Anwesen als Museum zu erhalten.

## Werke (Auswahl)

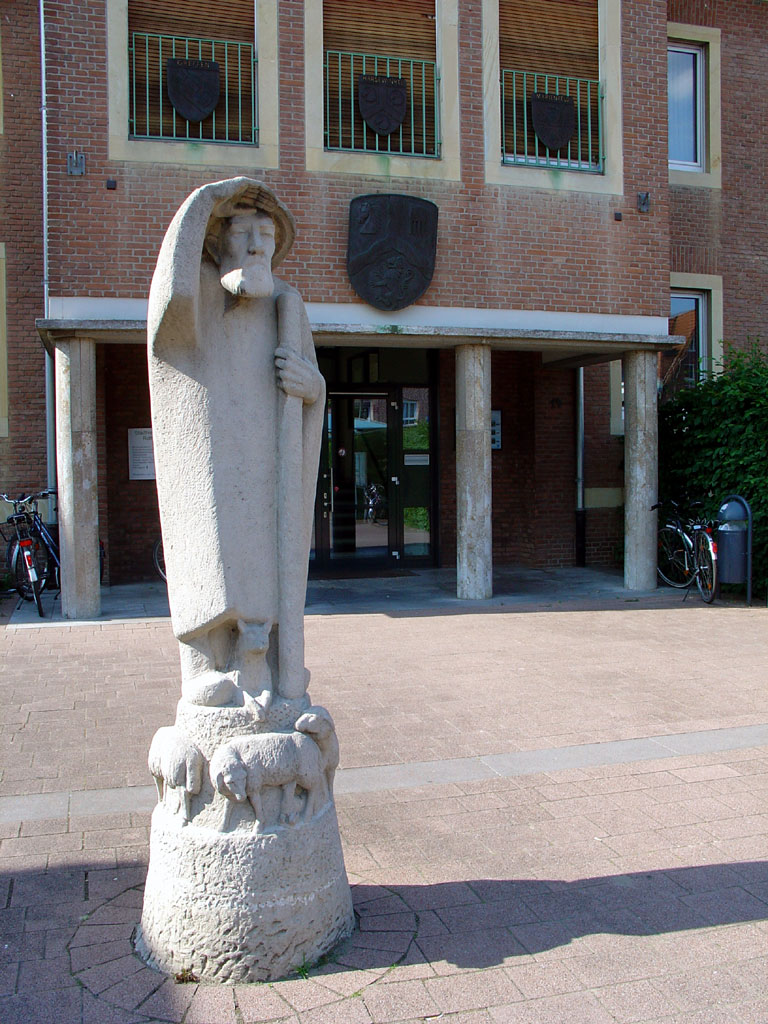
Spökenkieker-Denkmal vor dem Rathaus in Harsewinkel; im Hintergrund die Gemeindewappen der drei Ortsteile

- Josef mit Jesuskind (vor 1939), München
- Flora, ausgestellt auf der Großen Deutschen Kunstausstellung (1943), Münchner Haus der Deutschen Kunst[9]
- Bildnis eines Offiziers, ausgestellt auf der Großen Deutschen Kunstausstellung (1943), Münchner Haus der Deutschen Kunst[10]
- Bildnisbüste Fräulein Sch. (1944), ausgestellt auf der Großen Deutschen Kunstausstellung, Münchner Haus der Deutschen Kunst[11]
- Madonna, für die St. Clemens-Kirche in Hannover
- Madonna, für die Heilig-Geist-Kirche in Bielefeld
- Figur der Heiligen Agnes, für die Pfarrkirche St. Agnes in Hamm
- Krippenfiguren, ein Hirte und 5 Schafe (1951), für die Dreifaltigkeits-Kirche in Herne[12]
- St.-Bonifatius-Figur (1954), am Turm der St.-Bonifatius-Kirche in Herne, aus Anröchter Stein
- Triumphkreuz aus Mooreiche mit Bronze und Bergkristall, für die St. Johannes-Baptist-Kirche in Rheda
- Gedenkstein für die Synagoge Rheda (1980)[13]
- Innenausstattung der Krankenhauskapelle im St.-Elisabeth-Hospital in Gütersloh: Altar mit Kreuz und Leuchtern, Tabernakel und Ewiges Licht, Ambo, Sedilien und Türgriffe (1984)
- Aegidiusbrunnen in Wiedenbrück (1984)
- Kriegerdenkmal in Rheda-Wiedenbrück
- Ehrenmal in Mönchengladbach
- Kriegergedächtnisstätten in Westenholz und Beckum
- Reinhard-Mohn-Büste im Stadtmuseum Gütersloh (1986)[14]
- Reinhard-Mohn-Büste, Foyer des Corporate Center von Bertelsmann in Gütersloh
- Flora, Bronzestatue auf dem Gelände der Flora Westfalica in Rheda-Wiedenbrück (1988)

Werke an verschiedenen Orten in Harsewinkel:
- Spökenkiekerfigur vor dem Rathaus aus Wesersandstein; Höhe: 2,40 m (1962)[15]
- Wappen der Gemeinden Greffen, Harsewinkel und Marienfeld am Rathaus
- Bronzearbeiten im kleinen Sitzungssaal und Christuskorpus im großen Sitzungssaal des Rathauses
- Corpus des Friedhofskreuzes aus Bronze; Höhe: 3,50 m
- Teile des Hochaltars, Kommunionbank, Seitenaltäre, Kreuzweg, Kanzel in der St. Lucia-Kirche
- Schutzmantelmadonna im Osten der Stadt
- Kriegerdenkmal
- St.-Georgs-Figur des Ehrenmals Marienfeld

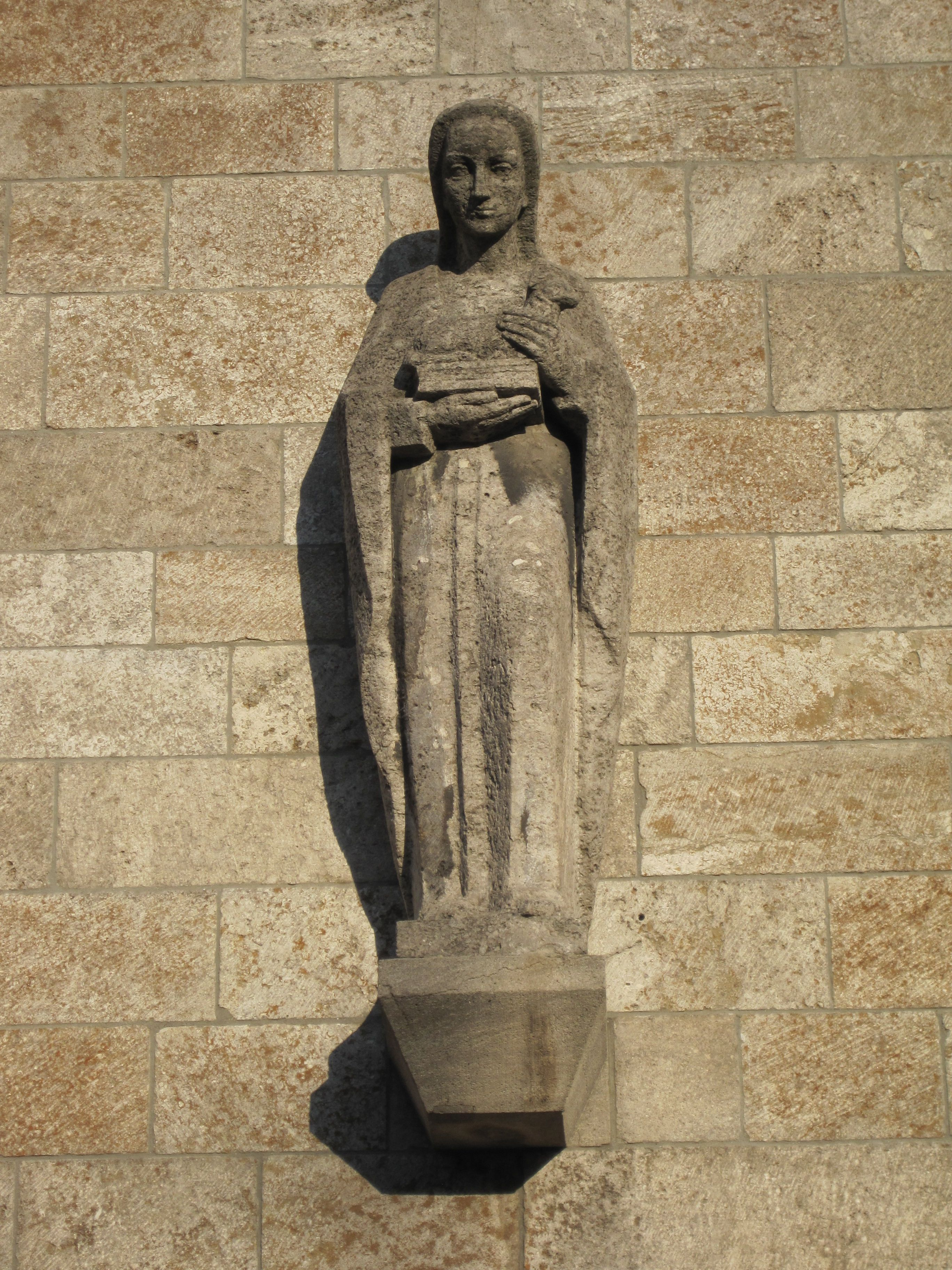
Hl. Agnes, Franziskanerkloster Hamm
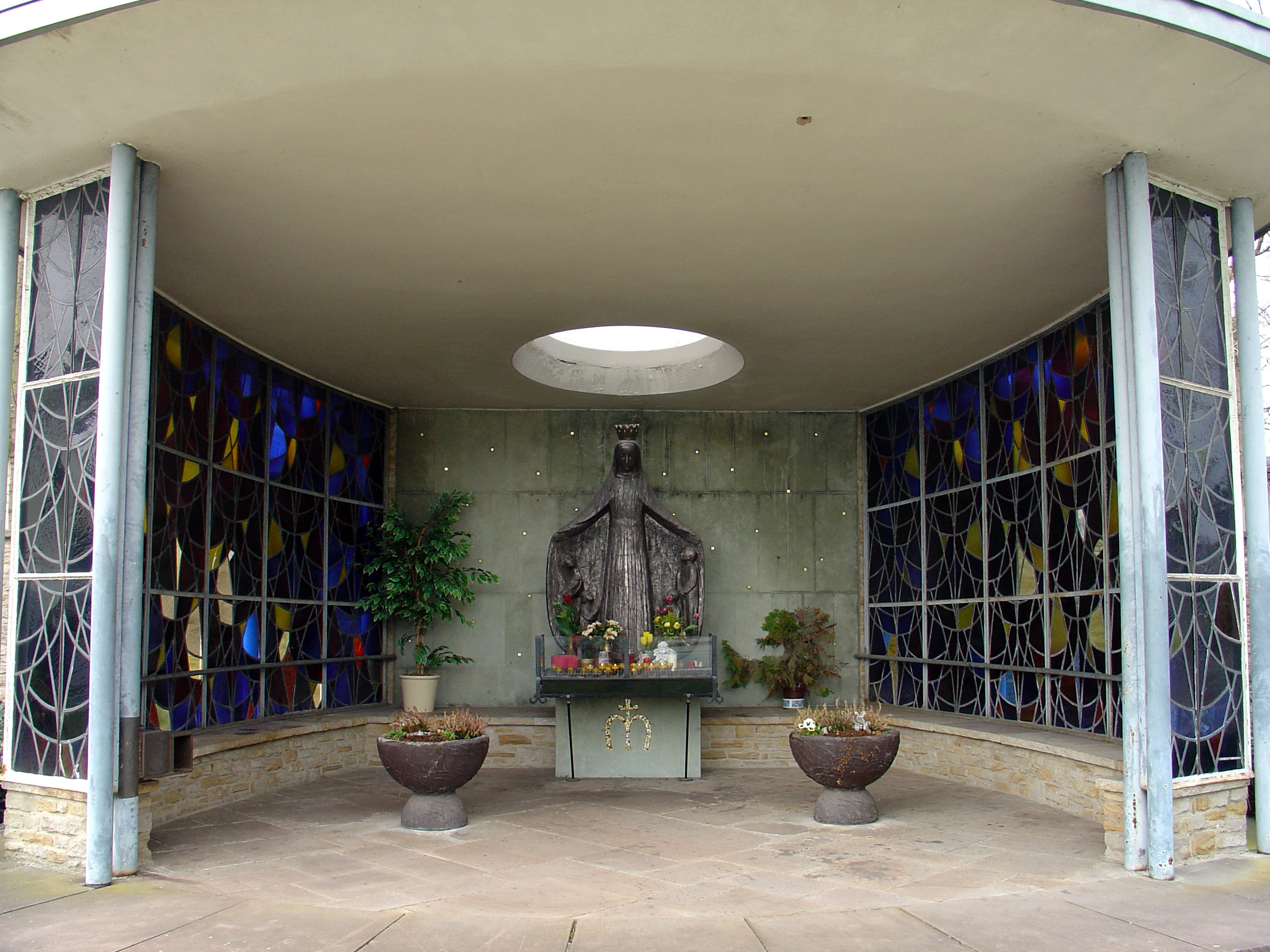
Schutzmantelmadonna, im Osten Harsewinkels
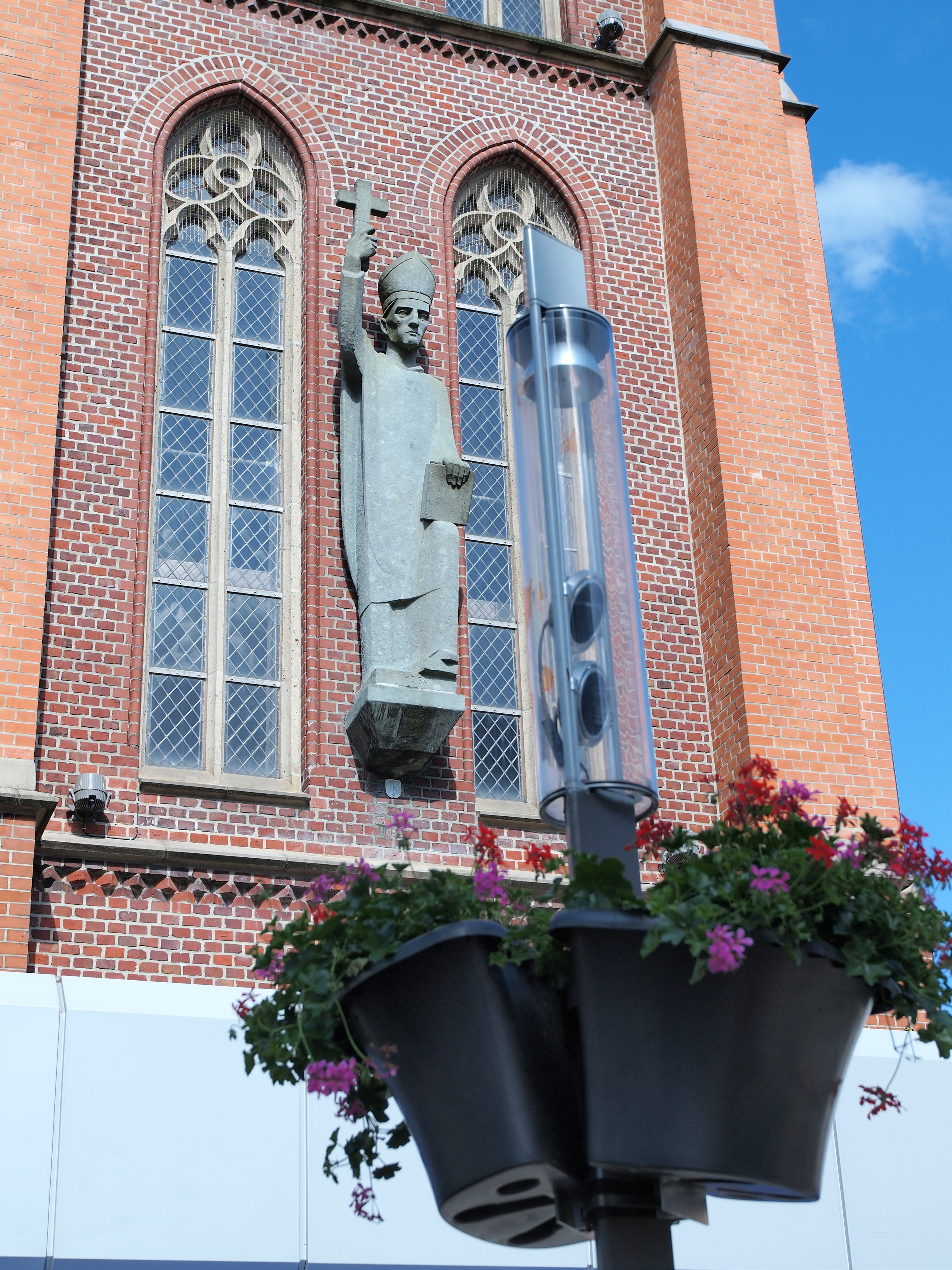
Bonifatiusstatue, St.-Bonifatius-Kirche in Herne
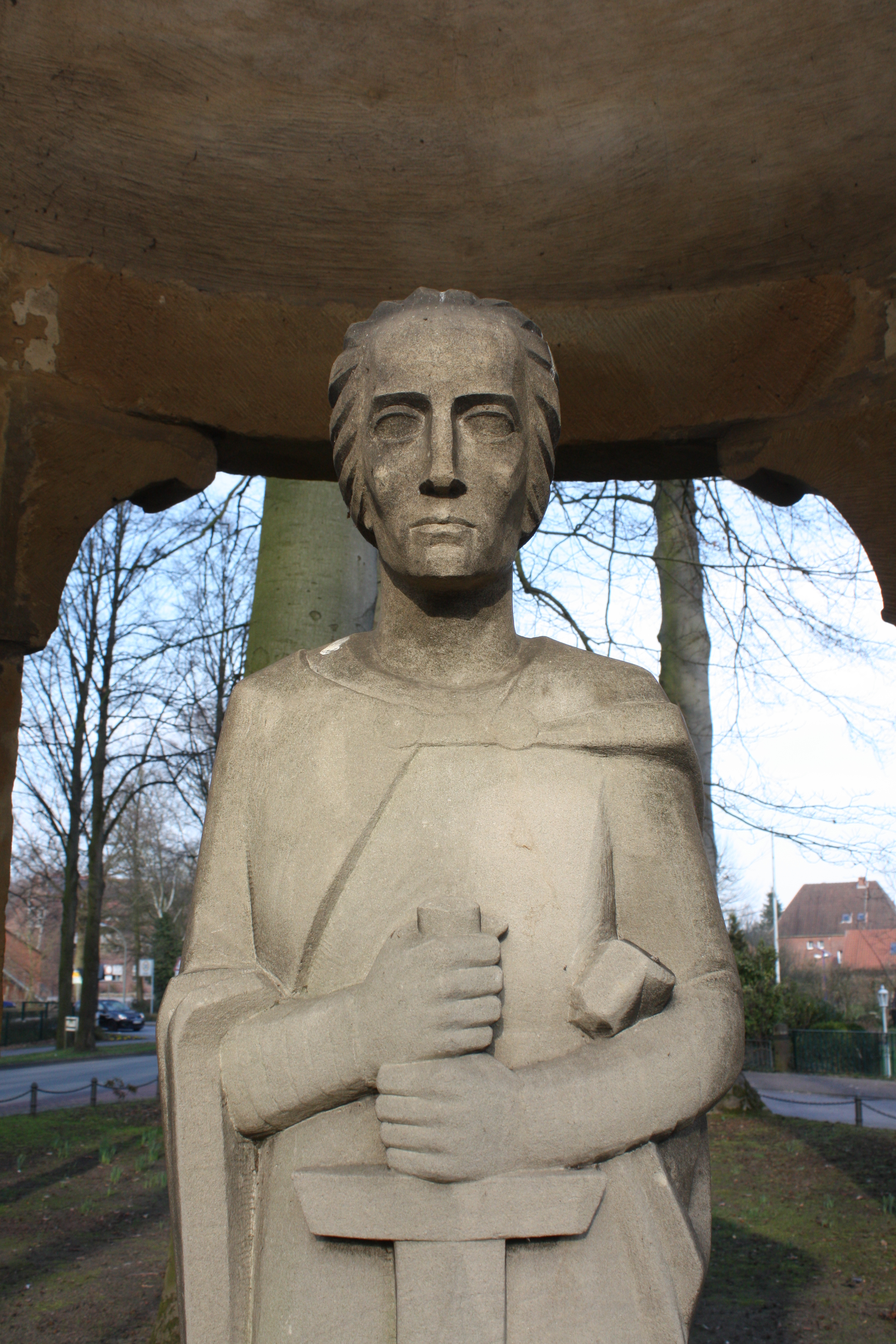
Hl. Georg, Ehrenmal Marienfeld
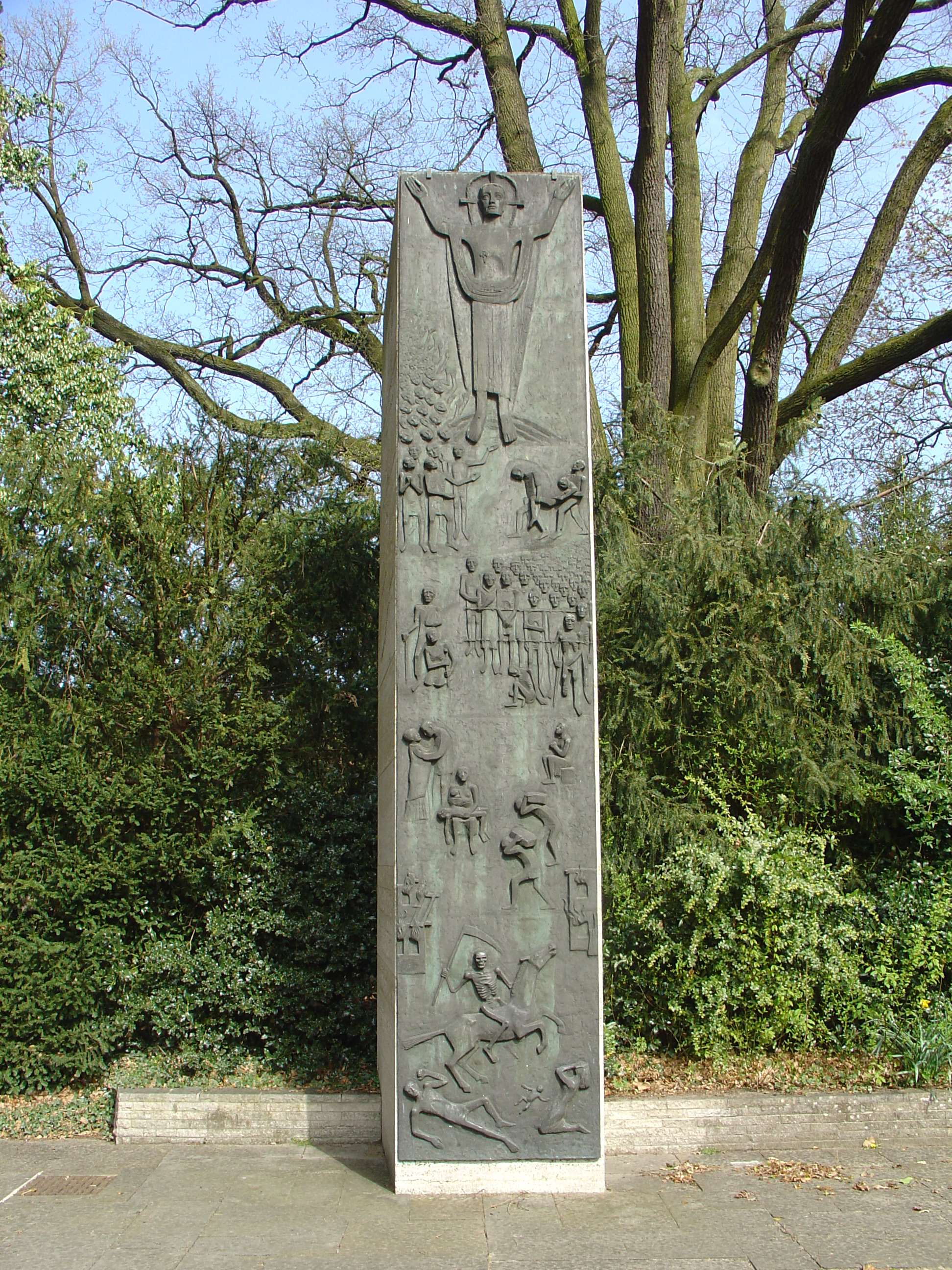
Kriegerdenkmal, Harsewinkel
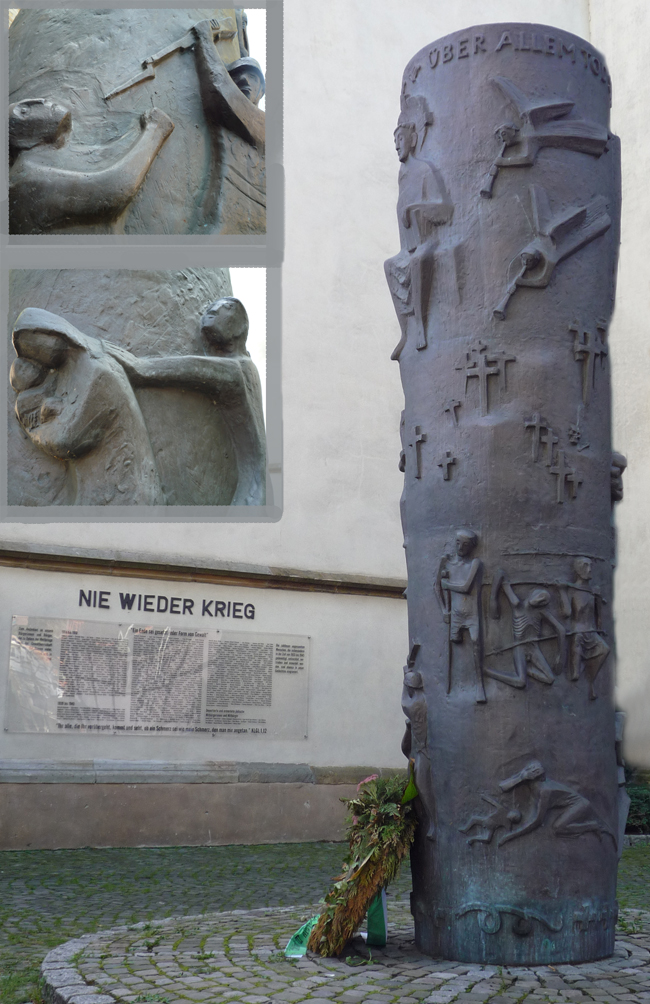
Kriegerdenkmal, Rheda-Wiedenbrück
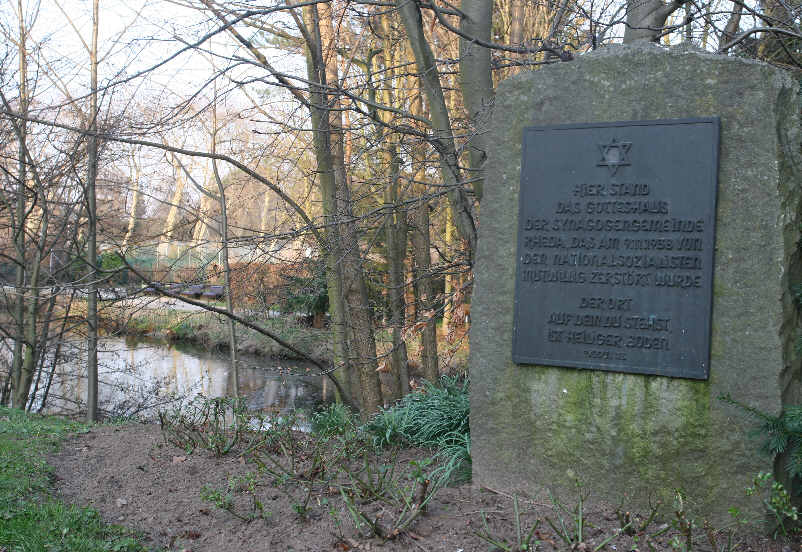
Gedenkstein am Standort der ehemaligen Rhedaer Synagoge